# أليس بي. راسيل
أليس بي. راسيل (بالإنجليزية: Alice B. Russell)‏ هي منتجة أفلام وممثلة أمريكية، ولدت في 30 يونيو 1892 في الولايات المتحدة، وتوفيت بنفس المكان في 1 ديسمبر 1984.

## وصلات خارجية
- أليس بي. راسيل على موقع IMDb (الإنجليزية)
- أليس بي. راسيل على موقع قاعدة بيانات الفيلم (الإنجليزية)